# 終日
| ウィキペディアには「終日」という見出しの百科事典記事はありません（タイトルに「終日」を含むページの一覧/「終日」で始まるページの一覧）。 代わりにウィクショナリーのページ「終日」が役に立つかもしれません。 |